# 石蒜胺
石蒜胺是一种有机化合物，化学式为C17H23NO3，它存在于血红石蒜、多花水仙等多种石蒜科植物中。
它可以2-溴-3-乙氧基-2-环己烯酮为原料经多步反应合成得到。它和草酰氯、二甲基亚砜、三乙胺在二氯甲烷中于低温反应，可以得到(-)-石蒜胺酮。